# André Rousseaux
Pour l’article ayant un titre homophone, voir André Rousseau.
Pour les articles homonymes, voir Rousseaux.
André Rousseaux, né le 23 mars 1896 dans le 12e arrondissement de Paris, ville où il est mort le 26 novembre 1973 en son domicile du 6e arrondissement,, est un journaliste, critique littéraire et essayiste français.

## Biographie
Après des études de droit, André Rousseaux choisit le journalisme. Il collabore à l’Action française entre 1918 et 1929, à la Revue universelle entre 1926 et 1958, à Candide entre 1928 et 1940, à Je suis partout entre 1931 et 1933, à Marseille-matin entre 1931 et 1932, à La Revue de Paris entre 1929 et 1939 et aux Nouvelles littéraires en 1939. Entré au Figaro dans l’équipe de Pierre Brisson en 1929 comme rédacteur du feuilleton, il prend la relève d’Henri de Régnier. Il est chroniqueur littéraire au Figaro et au Figaro littéraire. Pendant l’Occupation, il est parmi les écrivains résistants à Dieulefit et membre du Comité national des écrivains.
Ses archives ont été données à la bibliothèque Sainte-Geneviève par ses héritiers en 2000.
Il a reçu de l’Académie française : 
- en 1934, le Prix Paul-Flat, pour L’Art d'être européen, 3 000 F
- en 1938, le Prix Émile-Faguet, pour Littérature du XXe siècle. Le paradis perdu, 3 000 F
- en 1961, le Prix Broquette-Gonin (philosophie), ensemble de son œuvre, 4 000 F
- en 1969, le Prix Dumas-Millier, ensemble de son œuvre

## Œuvres
- « La Vie aventureuse d'Arthur Rimbaud », Revue universelle, t. 26, n° 8, 1926, p. 225-232[5]
- 1928 : La Politique religieuse des rois de France, avec un portrait de l'auteur par Stival, suivi de le Choc des armes, premières lettres à Mussolini, par Jean Rivain, Libr. de France
- 1932 : Ames et visages du XXe siècle, Grasset.
- 1934 : L’art d'être européen
- 1936 : Le Paradis Perdu. Colette, Chardonne, Giraudoux, André Gide, Grasset.
- 1938 : Littérature du vingtième siècle. I, Martin Du Gard, Claudel, Bernanos, Bainville, Mauriac, Chardonne Bourget, Louis de Broglie, Maurois, Romains, Montherlant, Giono, Alain-Fournier, Rosamond Lehmann, Virginia Woolf, Rilke, A. Michel
- 1939 : Littérature du vingtième siècle. II, Colette, Carco, Duhamel, Jules Romains, Malraux, Suarès, Thibaudet, Du Bos, Julien Green, Valery Larbaud, Valéry, Francis Jammes, Claudel, Patrice de La Tour du Pin, Denis de Rougemont, Jean Giraudoux, Mauriac, Jouhandeau, Maurras, A. Michel
- 1941 : Corneille et Racine, Éditions de la Librairie de l'Université
- 1942-1946 : Le Prophète Péguy : Introduction à la lecture de l’œuvre de Péguy, 3 vol., La Baconnière  — 1re partie. Le poète de l'Incarnation; 2me et 3me parties : Le poète de la naissance et de la vie; 4e et 5e parties. Le poète de l'honneur et de la France
- 1944 :  Deux voix françaises : Péguy, Péri, préface de Vercors, introduction par Louis Aragon, Éditions de Minuit  — Comprend : Capitulation et résistance, textes de Péguy, réunis par André Rousseaux, et Ma vie de Gabriel Péri. 1re édition publique des Éditions de Minuit
- 1944 : La Passion de Primavera
- 1947 : Portraits littéraires choisis
- 1949 : Littérature du vingtième siècle. III, Péguy, Claudel, Gide, Jammes, Malraux, Camus, Supervielle, Eluard, René Char, Breton, Aragon, Ramuz, T. S. Eliot, Milosz, Kafka, Miller, Faulkner, Hemingway, A. Michel
- 1950 : Le monde classique, 4 tomes, Albin Michel
- 1951 : « La querelle des égyptologues »: Nouveaux débats : [Lettres d'Etienne Drioton, de Jean Sainte-Fare Garnot, d'Alexandre Varille et d'André Rousseaux], Paris : Mercure de France, n° 312, p. 418-439.
- 1953 : Littérature du vingtième siècle. IV, France, Loti, Barrès, Sorel, Saint-Exupéry, Lawrence d'Arabie, Reverdy, Michaux, Francis Ponge, T. S. Eliot, Graham Greene, Thomas Mann, Hermann Hesse, Jean Prévost, Jouhandeau, René Guénon, Malraux, Camus, Simone Weil, A. Michel
- 1953 : L'Espérance orientale. Propos d'un homme d'Occident, 1953
- 1955 :  Littérature du vingtième siècle. V, Proust, Sartre, René Daumal, Éluard, André Breton, Robert Desnos, St John Perse, Samuel Beckett, Faulkner, Henry Miller, William Goyen, Sadegh Hedayat, Drieu la Rochelle, Montherlant, Mauriac, Bernanos, Marietta Martin, A. Michel
- 1958 : Littérature du vingtième siècle. VI, Apollinaire, Gide, Valéry, Claudel, Valéry Larbaud, Martin du Gard, Léautaud, Ségalen, Antonin Artaud, Michel Leiris, Cendrars, Raymond Schwab, Teilhard de Chardin, Guéhenno, Saint-Exupéry, Camus, F. G. Lorca, Kafka, Hermann Hesse, T. E. Lawrence, Virginia Woolf, Ignazio Silone, Françoise Sagan, A. Michel
- 1960 : Terroirs et diableries de Claude Seignolle, Le Figaro
- 1961 :  Littérature du vingtième siècle. VII, Charles de Gaulle, Saint-John Perse, René Char, Claude Barrès, Pierre-Jean Jouve, André Masson, Maurice Blanchot, Joé Bousquet, Teilhard de Chardin, Michel Butor, Nathalie Sarraute, Alain Robbe-Grillet, Claude Simon, Albert Schweitzer, Max Planck, Amiel, Virginia Woolf, Richard Wright, Robert Musil, Dos Passos, Cesare Pavese, Ernst Wickert, A. Michel
- 1962 : Chronique de l'espérance, L.U.F

## Distinctions
- Chevalier de la Légion d'honneur, 1939[6]